# 宮下町 (八王子市)

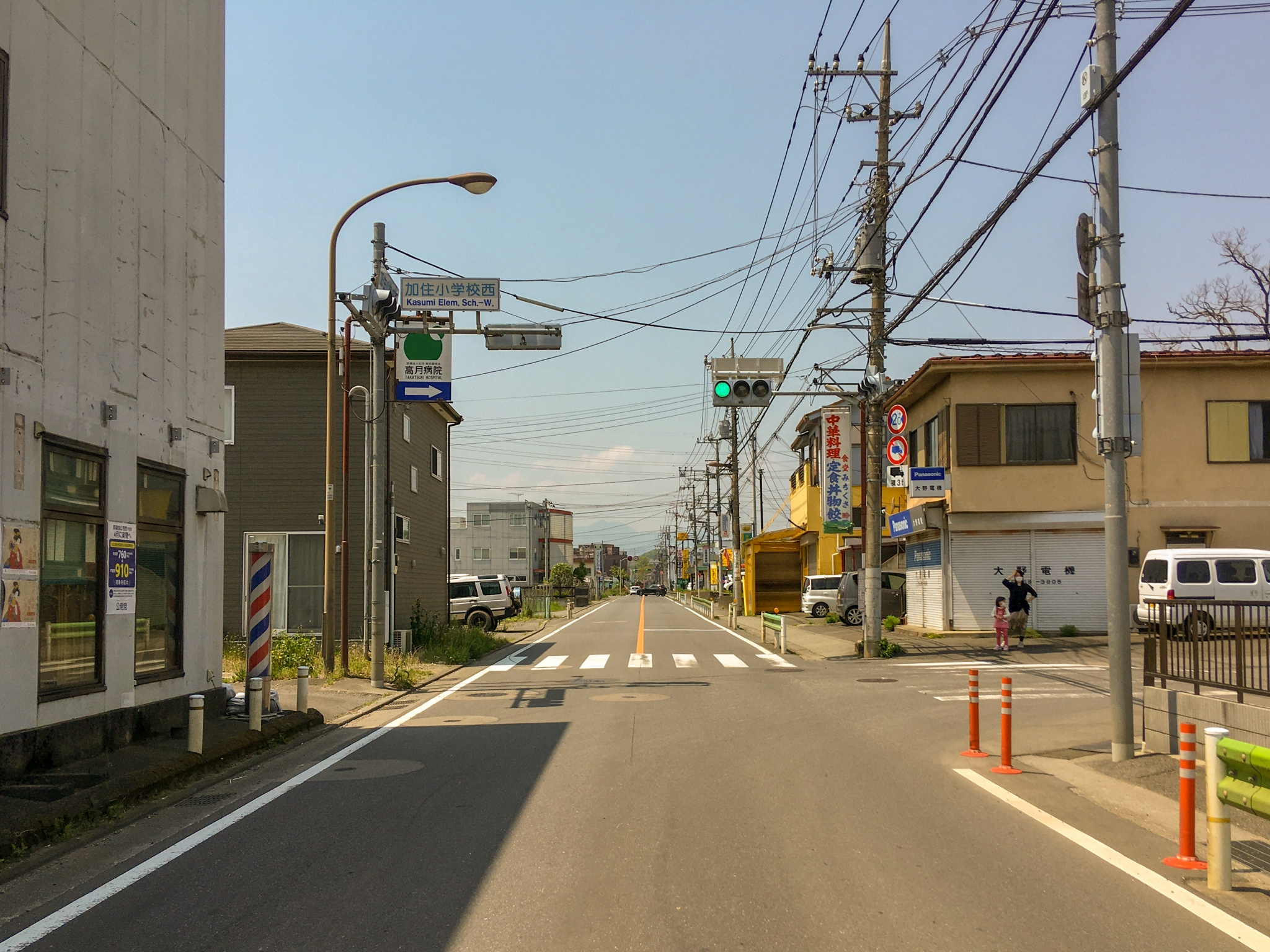
加住町との町境付近から見た宮下町方面の風景(滝山街道)

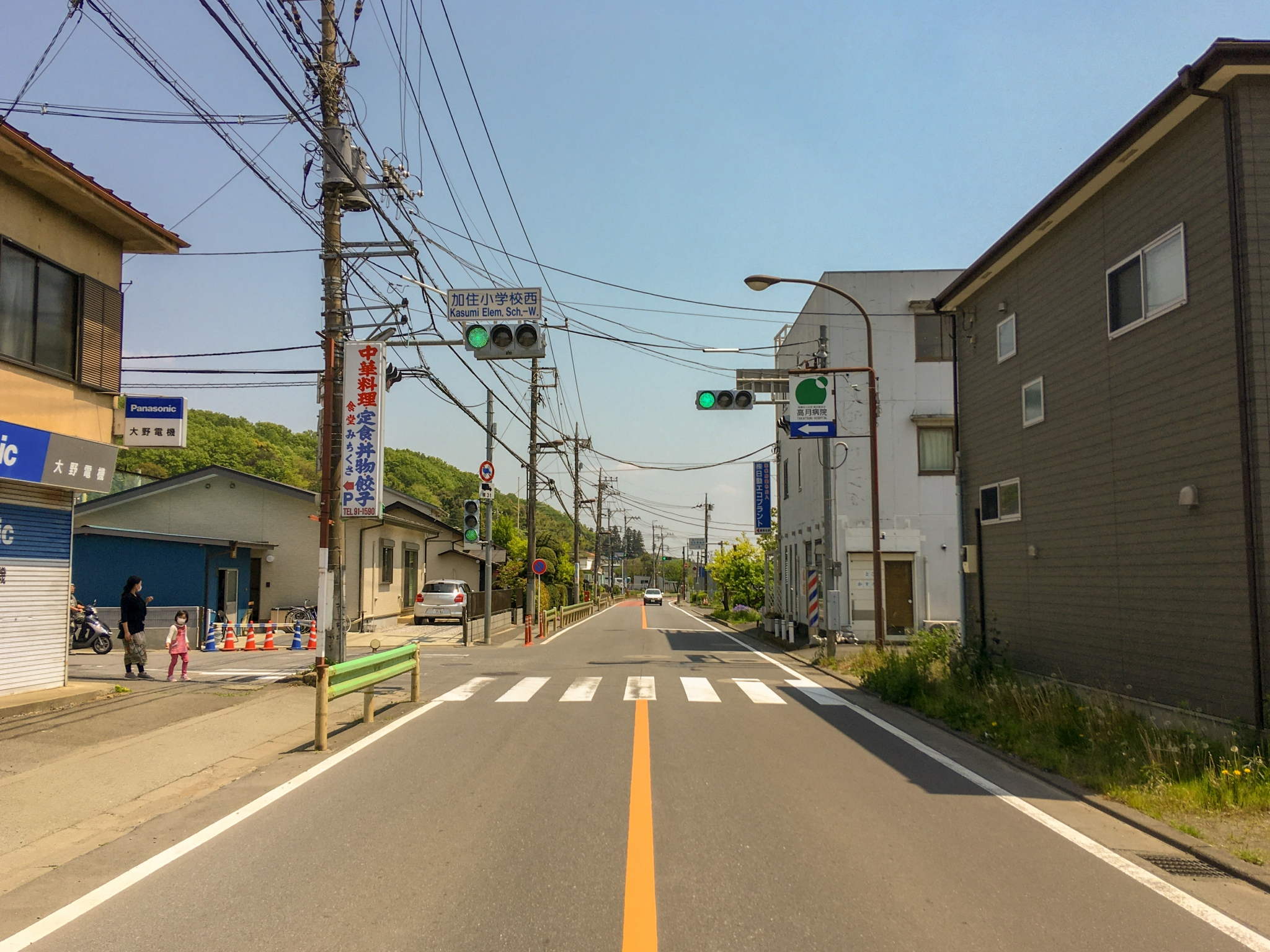
加住町との町境付近から見た加住町方面の風景(滝山街道)

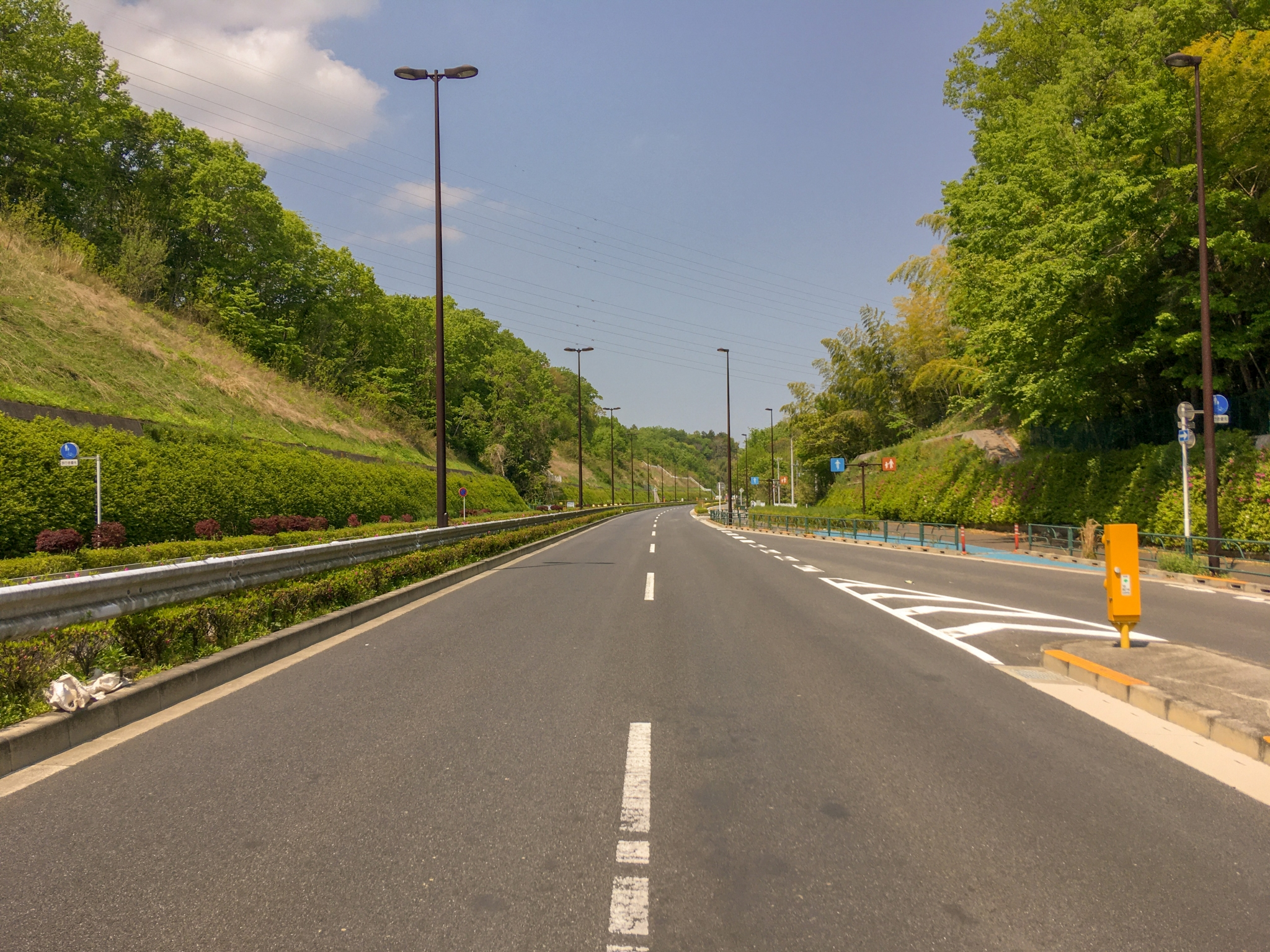
加住町との町境付近から見た宮下町方面の風景(新滝山街道)

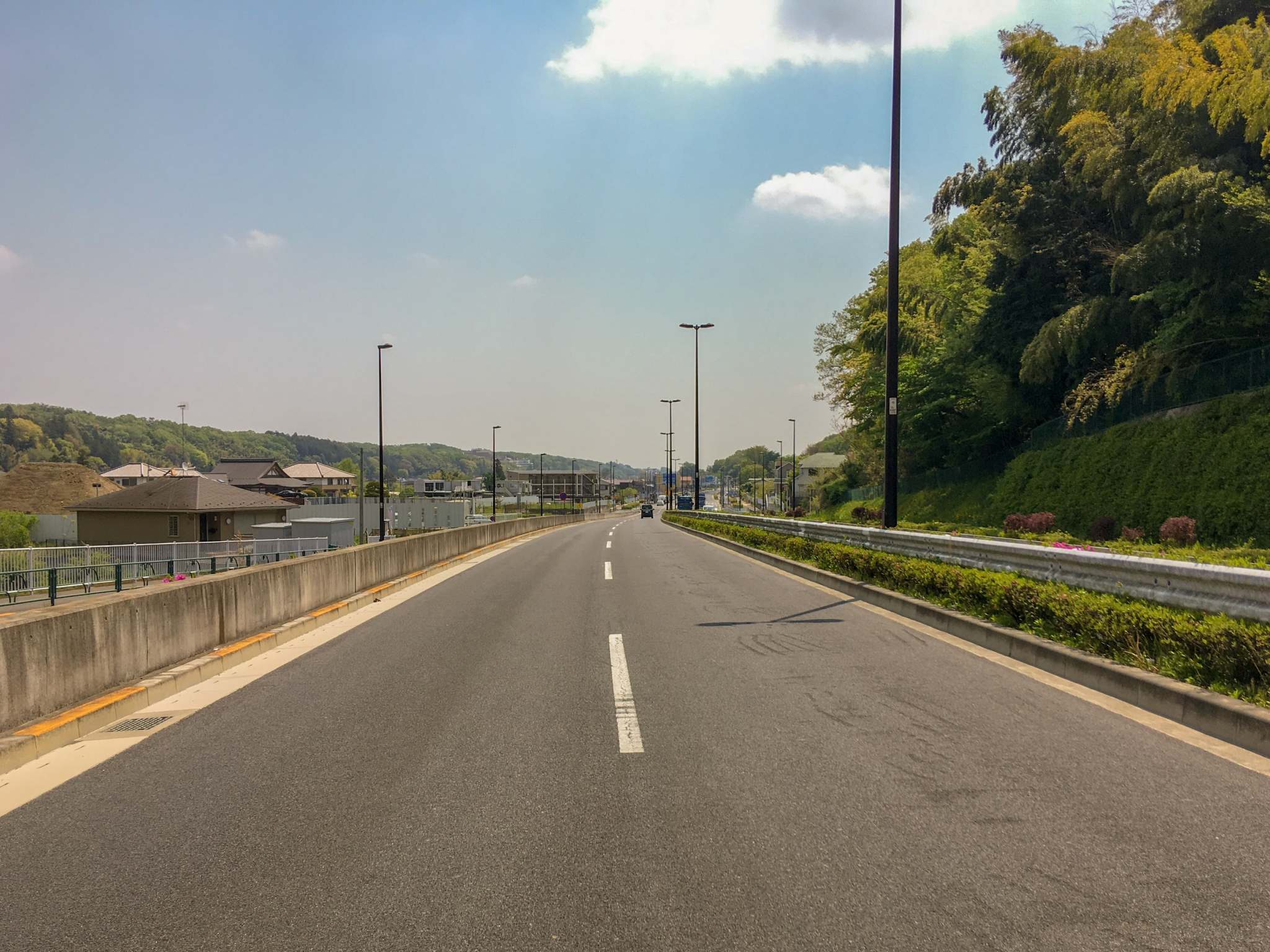
加住町との町境付近から見た加住町方面の風景(新滝山街道)

宮下町（みやしたまち）は、東京都八王子市の地名である。丁番を持たない単独町名であり、住居表示未実施区域。郵便番号は192-0005（八王子郵便局管区）。

## 地理
八王子市の北部に位置し、東部であきる野市と接する。北に加住北丘陵、南に加住南丘陵が東西に延び、その間を谷地川が流れる。谷地川の左岸を滝山街道が、右岸を新滝山街道が走る。
東で加住町一丁目、南で加住町二丁目、南西で犬目町、西で戸吹町、北西であきる野市切欠、北で高月町と隣接する。

### 河川
- 谷地川

### 道路
- 国道411号〈滝山街道〉
- 東京都道169号淵上日野線〈新滝山街道〉
- 東京都道186号高月楢原線

### 橋梁
- 下郷堺橋
- 若松橋
- 鶴前橋
- 鶴舞橋
- 新谷開橋
- 谷開橋
- 宮下橋
- 猪追橋

### 地価
住宅地の地価は、2025年（令和7年）1月1日の公示地価によれば、宮下町595番4の地点で6万7000円/m2となっている。

## 歴史
- 1830年（文政13年）に完成した新編武蔵風土記稿の記載によると、当時の武蔵国多摩郡に宮下村が存在する。
- 1878年（明治11年）11月18日 - 郡区町村編制法の神奈川県での施行により、神奈川県多摩郡のうち宮下村など126の村の区域をもって南多摩郡が発足し、旧宮下村域は南多摩郡宮下村となる。
- 1889年（明治22年）4月1日 - 町村制施行により、宮下村など13の村が合併し、神奈川県南多摩郡加住村が成立し、旧宮下村域は加住村大字宮下となる。
- 1893年（明治26年）4月1日 - 南多摩郡が東京府へ編入される。
- 1943年（昭和18年）7月1日 - 東京都制施行。
- 1955年（昭和30年）4月1日 - 加住村が八王子市へ編入される。
- 1956年（昭和31年） - 旧加住村大字宮下の地域が、八王子市宮下町となる。

## 世帯数と人口
2025年（令和7年）6月30日現在の世帯数と人口は以下の通りである。
| 町丁   | 世帯数  | 人口    |
| ------ | ------- | ------- |
| 宮下町 | 829世帯 | 1,315人 |

1972年（昭和47年）以降の世帯数と人口の推移は以下の通りである。（各年12月31日時点の数値をグラフ化）
| 世帯数の推移 |
|              |

| 人口の推移 |
|            |

## 小・中学校の学区
市立小・中学校に通う場合、学区は以下の通りとなる。
| 番地 | 小学校                        | 中学校                        |
| ---- | ----------------------------- | ----------------------------- |
| 全域 | 八王子市立加住小中学校 小学部 | 八王子市立加住小中学校 中学部 |

## 交通

### 鉄道
町域内に鉄道は通過していない。最寄りの鉄道駅は東秋留駅である。路線バスが八王子駅、京王八王子駅、秋川駅、拝島駅に接続している。

### 路線バス
- 西東京バス
  - 宮下橋
  - 東宮下
  - 宮下
  - 下戸吹・杏林大学入口

| 系統   | 運行区間                                                                        |
| ------ | ------------------------------------------------------------------------------- |
| 16号04 | 京王八王子駅 - 八王子駅北口 ～ <谷野町経由> ～ 戸吹                             |
| ひ01   | 京王八王子駅 - 八王子駅北口 ～ <ひよどり山トンネル経由> ～ 戸吹                 |
| ひ03   | 京王八王子駅 - 八王子駅北口 ～ <ひよどり山トンネル経由> ～ サマーランド         |
| ひ07   | 京王八王子駅 - 八王子駅北口 ～ <ひよどり山トンネル経由> ～ 秋川駅               |
| ひ08   | 京王八王子駅 - 八王子駅北口 ～ <ひよどり山トンネル経由> ～ 戸吹スポーツ公園入口 |
| 左03   | 京王八王子駅 - 八王子駅北口 ～ <左入経由> ～ 戸吹                               |
| 高月01 | 拝島駅 ～ <高月・純心学園・谷野町経由> ～ 戸吹                                  |

## 都市計画

### 加住町・宮下町地区土地利用方針
加住町・宮下町地区土地利用方針は、東京都八王子市加住町および宮下町において、地域の活性化と持続可能な都市づくりを目的として策定された土地利用の基本方針である。策定は2022年（令和4年）に行われ、今後の土地区画整理事業や都市計画変更の根拠となる。

#### 背景と目的
本地区は、東京都八王子市北部に位置し、加住丘陵に囲まれた自然豊かな地域である。谷地川や点在する農地が広がるこの地域は、緑と水に親しみやすい環境を有している。近年、新滝山街道の整備により、圏央道あきる野ICおよび中央道八王子ICへのアクセスが向上し、事業用地としての可能性も高まっている。これを受けて、八王子市は「都市づくりビジョン八王子（第２次八王子市都市計画マスタープラン）」や「八王子市産業振興マスタープラン」との整合を図りながら、産業系土地利用を中心とした計画的な基盤整備を推進している。

#### 土地利用の方針
宮下町地区では、以下の4つのゾーン区分に基づき、土地利用の誘導が行われる。
| ゾーン区分     | 内容                                 | 目的・特徴                               |
| -------------- | ------------------------------------ | ---------------------------------------- |
| 産業業務ゾーン | 製造業・物流業などの企業誘致         | 雇用創出、地域経済の活性化、SDGsへの配慮 |
| 業務複合ゾーン | 業務機能と生活利便施設の複合的な整備 | 職住近接、地域利便性の向上               |
| 住居ゾーン     | 住宅地の形成と生活環境の整備         | 定住人口の増加、子育て・高齢者支援       |
| みどりゾーン   | 緑地、水辺空間、農地の保全           | 自然との調和、景観形成、防災機能の強化   |

#### 地域住民の参画
2020年（令和2年）には、地域住民が主体となって「加住町・宮下町地区周辺のまちづくり計画」を市に提案し、2021年（令和3年）には、土地区画整理事業に向けた組合設立準備会が発足した。これにより、民間活力を活用したまちづくりへの期待が高まっている。

#### 将来の展望
宮下町地区は、「自然と産業が共生する持続可能なまち」を将来像として掲げている。企業立地の促進と生活利便施設の整備により、若年層や子育て世代の定住を促進し、多世代が安心して暮らせる地域づくりを目指す。また、環境共生型の都市空間の形成を通じて、地域の魅力と活力を高めることが期待されている。

### 八王子市都市計画マスタープラン
八王子市都市計画マスタープランは、都市計画法第18条の2に基づき、市が定める都市計画に関する基本的な方針である。市民の暮らしや地域の発展を支える都市構造の形成を目的として、これまでに2回の改定が行われている。

### 八王子市産業振興マスタープラン
八王子市産業振興マスタープランは、地域産業の活性化と持続可能な経済成長を目的として、八王子市が策定した総合的な産業政策指針である。市の基本構想「八王子ビジョン2022」に基づき、産業の多様化、雇用の創出、地域資源の活用などを通じて、魅力ある産業都市の形成を目指し、これまでに1回の改定が行われている。

## 産業

### 建設業
- アーム工業
- 一志
- ウッドダム
- 大野電機
- 川上建設
- キツタカ
- グリーンセクション 西東京営業所
- 髙栄建興
- 河野工務店
- 浩陽建設
- 国分表具店
- 小島管興
- 小島工業
- smileガーデン 東京八王子宮下店
- 創美工業
- 滝口設備
- 中薗建材土木
- 中村工務店
- 日本都市 東京営業所
- 日野電工
- 山口建材
- ヤマダイ
- ワールドグリーン

### 製造業
- アトランティスファクトリー
- HDK
- 大内製作所
- デンカエレクトロン 八王子事業場
- 北東技研工業
- 宮崎製作所
- レイバン

### 水道業
- 東京都水道局 宮下増圧ポンプ所

### 運輸業
- 柳沢サービス
- ヤマト運輸 八王子宮下センター

### 卸売業
- 三弘紙業 八王子営業所
- トーヨーベンディング 八王子営業所

### 小売業
- セブン-イレブン 八王子宮下町店
- サンキョー社
- つかさ太鼓店
- 三橋食料品店

### 保険業
- エスアイシー

### 不動産業
- ハローストレージ 八王子宮下町
- ハローストレージ 八王子宮下町2

### 物品賃貸業
- 太陽建機レンタル 八王子支店
- NITTAI 西東京営業所
- 日本オフィスオートメーション 西東京営業所
- ユナイト 八王子出張所

### 飲食店
- 吾平
- チェリィランチ
- みちくさ食堂
- 山田うどん 滝山街道店

### 理容業
- KAZU

### 娯楽業
- 武蔵野ゴルフクラブ

### 教育業
- 杏林大学 八王子キャンパス
- 多摩養育園光明第七保育園
- 八王子市立加住小中学校 宮下分校舎

### 学習支援業
- いけばな教室
- 加住音楽教室
- 中央警察犬家庭犬訓練学校
- セイント・フジ

### 医療業
- 三愛病院
- 泰成会歯科診療所
- 高月病院
- 古屋接骨院

### 社会福祉事業
- サード八王子
- さくら八王子ハウス
- さくら第2八王子ハウス

### 介護事業
- オンディーナ
- 偕楽園ホーム
- シルバービレッジ 八王子西東京
- 橙の家
- 初音の杜
- ふれあいの里宮下
- メイ
- 椛の里

### 廃棄物処理業
- E-line
- 大久保商店
- ガイア
- カイエンURMK
- コバヤシ
- 城北自動車解体
- 田中緑花
- 日動エコプラント
- 三矢商事

### 自動車整備業
- A.P.S
- ガレージオート ヤマナカ
- マグナムフォーバイフォー
- 瑞穂機興
- 目黒メンテナンスサービス

### 宗教
- 最教寺
- 常福寺
- バハイ礼拝堂用地
- 若松神社
- ワッパープッタランシー

### 公務
- 八王子警察署 宮下駐在所
- 八王子市消防団 第5分団第5部

### その他
- ドッグパル
- メルヘン